# 奧德諾里格 (白采爾科維區)
49°41′20″N 30°13′52″E / 49.68889°N 30.23111°E
奧德諾里赫（烏克蘭語：Одноріг）是位於烏克蘭北部的村莊，由基辅州白采爾克瓦區的小維利尚卡市鎮負責管轄。該村始建於1500年，面積7平方公里，海拔高度181米，2001年人口175，人口密度每平方公里25人。